# Bergslags kontrakt
Bergslags kontrakt var ett kontrakt i Linköpings stift inom Svenska kyrkan. Kontraktet uppgick 1 december 2004 i Motala och Bergslags kontrakt.

## Administrativ historik
Kontraktet omfattade Finspånga läns härad. Kontraktet slutade att vara en myndighet när kyrkan skildes från staten 31 december 1999.
I kontraktet ingick följande församlingar:
- Risinge församling
- Hällestads församling
- Skedevi församling
- Regna församling
- Tjällmo församling
- Godegårds församling
- Vånga församling. Församlingen flyttades 1 januari 1962 till Norrköpings kontrakt.
- Västra Ny församling. Församlingen anslöts 1 januari 1962 från Aska kontrakt.

## Kontraktsprostar
| Ämbetstid | Namn                  | Levnadstid | Övrigt                              |
| --------- | --------------------- | ---------- | ----------------------------------- |
| 1593–1604 | Arvidus Erici         | –1604      | Kyrkoherde i Hällestads församling. |
| 1604-1606 | Nicolaus Thoreri      | 1539-1606  | Kyrkoherde i Risinge församling.    |
| 1607-1646 | Claudius Botvidi      | 1573-1646  | Kyrkoherde i Risinge församling.    |
| 1647-1648 | Botvidus Risingius    | 1608-1648  | Kyrkoherde i Hällestads församling. |
| 1648-1693 | Benedictus Bruzœus    | 1606-1693  | Kyrkoherde i Risinge församling.    |
| 1694-1695 | Ericus Phoenix        | 1636-1695  | Kyrkoherde i Risinge församling.    |
| 1697-1699 | Johannes Wallerius    | 1641-1699  | Kyrkoherde i Hällestads församling. |
| 1701-1702 | Jonas Lithunius       | 1653-1702  | Kyrkoherde i Risinge församling.    |
| 1705-1717 | Johannes Phoenix      | 1668-1717  | Kyrkoherde i Risinge församling.    |
| 1718-1743 | Sveno Laurelius       | 1667-1743  | Kyrkoherde i Risinge församling.    |
| 1743-1744 | Daniel Wong           | 1689-1744  | Kyrkoherde i Hällestads församling. |
| 1744-1751 | Johannes Köhler       | 1687-1751  | Kyrkoherde i Vånga församling.      |
| 1752-1771 | Lars Wrangel          | 1704-1771  | Kyrkoherde i Risinge församling.    |
| 1771–1776 | Sven Yckenberg        | 1701–1776  | Kyrkoherde i Godegårds församling.  |
| 1777–1792 | Daniel Adolphsson     | 1716–1792  | Kyrkoherde i Risinge församling.    |
| 1791–1798 | Carl Laurbeck         | 1718–1798  | Kyrkoherde i Hällestads församling. |
| 1799–1809 | Daniel Söderman       | 1736–1809  | Kyrkoherde i Regna församling.      |
| 1810–1816 | Olof Johan Nordwall   | 1750–1816  | Kyrkoherde i Tjällmo församling.    |
| 1816–1845 | Matthias Stenhammar   | 1766-1845  | Kyrkoherde i Risinge församling.    |
| 1847–1885 | Per Jakob Emanuelsson | 1802–1888  | Kyrkoherde i Hällestads församling. |
| 1885–1888 | Johan Magnus Cassel   | 1831–1891  | Kyrkoherde i Kvillinge församling.  |
| 1888-1894 | Fredrik Allard        | 1837-1920  | Kyrkoherde i Tjällmo församling.    |
| 1891–1895 | Johannes Neander      | 1846–1895  | Kyrkoherde i Risinge församling.    |
| 1895–1902 | Erik Rudberg          | 1845-1903  | Kyrkoherde i Vånga församling.      |
| 1902–1917 | Anders Nyström        | 1836–1918  | Kyrkoherde i Hällestads församling. |
| 1917–1931 | Oscar Elmers          | 1863–1934  | Kyrkoherde i Vånga församling.      |
| 1937–1940 | Pontus Leander        | 1872–1940  | Kyrkoherde i Risinge församling.    |
| 1940–1955 | Albin Rudén           | 1883–1969  | Kyrkoherde i Regna församling.      |
| 1961–1964 | Gunnar Lindquist      | 1899–1973  | Kyrkoherde i Tjällmo församling.    |
| 1969–1972 | Gösta Enwall          | 1902–1976  | Kyrkoherde i Risinge församling.    |
| 1972–1980 | Eric Lindqvist        | 1915–1996  | Tillförordnad kontraktsprost.       |
| 1980–1984 | Olle Ottosson         | 1926–2022  | Kyrkoherde i Risinge församling.    |